# Lycosa matusitai
Lycosa matusitai este o specie de păianjeni din genul Lycosa, familia Lycosidae, descrisă de Nakatsudi, 1943. Conform Catalogue of Life specia Lycosa matusitai nu are subspecii cunoscute.